# Eureka Seven AO
Eureka Seven AO (エウレカセブンＡＯ?, Eureka Sebun AO), per esteso: Eureka Seven: Astral Ocean, è una serie televisiva anime dello studio Bones, derivata dalla serie Eureka Seven. È composta di 24 episodi ed è stata trasmessa in Giappone dal 12 aprile al 19 novembre 2012 su MBS e TBS.
Dalla serie sono stati tratti anche tre manga, pubblicati da Kadokawa Shoten: Eureka Seven AO di Yūichi Katō, uno spin-off intitolato Eureka Seven AO - Save a Prayer, di Ran Fudō, e Eureka Seven nAnO, un manga di tipo yonkoma di Katsuwo, tutti iniziati e conclusi tra il 2012 e il 2013, ma i primi due iniziati prima della serie animata.
Anche un episodio OAV ed un videogioco per PlayStation 3 sono stati tratti dalla serie.
La serie ha un'ambientazione diversa da quella della prima e ne costituisce un sequel. La serie è collegata al finale originario della prima serie e non al finale alternativo presentato nell'episodio speciale New Order, trasmesso il 5 aprile 2012 e pubblicato nel Blu-ray Disc detto Hybrid Disc contenente anche il videogioco e l'OAV tratti da Eureka Seven AO. Dal gennaio 2017 a 7 febbraio, per l'inaugurazione di un nuovo pachislot dedicato alla serie, è uscito uno special sequel di Eureka Seven AO della durata di 4 minuti per 4 episodi dal titolo "Final Episode: One More Time -lord don't slow me down-.".

## Trama
Nel 2025, sull'isola di Iwado vicino ad Okinawa un movimento politico locale reclama un governo autonomo. Lì vive Ao Fukai, un ragazzo di tredici anni che sta per entrare nella scuola media e vive con un vecchio dottore di nome Toshio, in quanto i genitori sono scomparsi molto tempo prima: la madre è stata portata via da uomini di provenienza ignota. Altro personaggio è Naru Arata, amica e coetanea di Ao, che vive con suo padre, sua sorella maggiore e sua nonna e possiede un "potere Yuta" risvegliatosi in lei da piccola dopo un incidente. Un'entità conosciuta come "Secret" attacca la forma di vita Scab Coral che è sull'isola. Ao, in via incidentale, finito a bordo di una portaerei dell'esercito giapponese, riesce ad attivare un'unità di protezione chiamata Nirvash, spinto dal trio di contrabbandieri Gazzelle, Pippo e Han Juno.
Ao affronterà con il Nirvash il Secret, chiamato dalla gente del posto "G-Monster", per evitare che esso distruggendo lo Scab Coral possa far esplodere l'intera isola. Pur messo in difficoltà, il tredicenne riuscirà a sconfiggere il Secret e salvare l'isola. Durante la lotta i suoi capelli diventano turchesi, come quelli della madre. Il ragazzo scoprirà quindi di essere il figlio di una misteriosa donna piovuta dal cielo di nome Eureka ed è per questo che gli abitanti del villaggio lo trattano come un alieno, a parte Toshio e Naru. L'incontro con la PiedPiper, squadra operativa di una organizzazione privata chiamata Generation Bleu occupata ufficialmente di eliminare i Secret ed evitare il fenomeno dello Scab Burst, il fenomeno esplosivo causato dalla distruzione dello Scab Coral, condurrà Ao a lasciare Iwado per unirsi alla compagnia. Qui conoscerà Fleur Blanc ed Elena People, le ragazze alla guida di due IFO (macchine del tutto simili al Nirvash, detto anche Mark I), Ivica Tanović, capo del team PiedPiper, Rebecka Hallström, e il presidente della Generation Bleu, Cristophe Blanc, padre di Fleur.
Con il team affronterà i Secret che appaiono regolarmente ad ogni avvistamento dei misteriosi Scab Coral apparsi in tutto il mondo, misteriose forme di vita coralliformi che emettono una invisibile polvere chiamata "trapar" che solo Ao riesce a vedere. Il trapar risulta essere tossica per l'essere umano, tuttavia è molto richiesta dai mercati di tutto il mondo ed è la sua presenza ad Iwado ad aver spinto l'isola a chiedere l'autonomia, a scapito di pesca e turismo, tradizionali fonti economiche preesistenti.
Durante uno scontro il Nirvash verrà visto da una misteriosa creatura mutaforma la quale porrà il Nirvash e la sua precedente pilota - la madre di Ao - quale suo obbiettivo. La creatura assumerà una forma definitiva di ragazzo dai capelli turchini e si farà chiamare Truth. Sotto questa veste riuscirà a manovrare l'esercito giapponese, con la costante ossessione che il mondo è sbagliato e che nessuno veda la verità, e a portare dalla sua parte Naru, guarendola dalla malattia che l'attanaglia sin dall'incidente che le risvegliò il potere Yuta e risvegliando in lei altri poteri (come la chiaroveggenza e il teletrasporto). Ao, inizialmente interessato solo alla ricerca della madre e a dare un aiuto alla Generation Bleu per sconfiggere i Secret, scoperto che Naru è stata presa da Truth lotterà per ritrovare l'amica e liberarla.

## Personaggi

### Protagonisti
Ao Fukai (フカイ・アオ?, Fukai Ao)
Doppiato da Yūtarō Honjō
Naru Arata (アラタ・ナル?, Arata Naru)
Doppiata da Kanako Miyamoto

### Team Pied Piper/Generation Bleu
Fleur Blanc (フレア・ブラン?, Furea Buran)
Doppiata da Ayaka Ōhashi
Elena Peoples (エレナ・ピープルズ?, Erena Pīpuruzu)
Doppiata da Chiaki Omigawa
Rebecka Hallström (レベッカ・ハルストレム?, Rebekka Harusutoremu)
DOppiata da Chie Nakamura
Christophe Blanc (クリストフ・ブラン?, Kurisutofu Buran)
Doppiato da Rokurō Naya
Ivica Tanović (イビチャ・タノヴィッチ?, Ibicha Tanovicchi)
Doppiata da Tetsuo Gotō
Georg (ゲオルグ?, Georugu)
Doppiato da Hidenobu Kiuchi

### Abitanti di Iwato Jima
Gazelle (ガゼル?, Gazeru)
Doppiata da Takuya Kirimoto
Pippo (ピッポ?)
Doppiato da Keikō Sakai
Han Juno (ハン・ジュノ?)
Doppiato da Yoshinori Fujita
Toshio Fukai (フカイ・トシオ?, Fukai Toshio)
Doppiato da Katsunosuke Hori
Mitsuo Arata (アラタ・ミツオ?, Arata Mitsuo)
Doppiato da Masafumi Kimura
Nonna (お婆?, Obaa)
Doppiata da Ako Mayama
Miyu Arata (アラタ・ミユ?, Arata Miyu)
Doppiata da Nao Tōyama
Kazuyuki Kinjō (キンジョウ・カズユキ?, Kinjō Kazuyuki)
Doppiata da Naomi Kusumi
Teruhiko Niigaki (ニイガキ・テルヒコ?, Niigaki Teruhiko)
Doppiato da Tetsuo Komura

### Altri personaggi
Truth (トゥルース?, Turūsu)
Doppiato da Kazuhiko Inoue
Eureka (エウレカ?)
Doppiata da Kaori Nazuka

## Episodi
I primi 22 episodi sono stati trasmessi dal 12 aprile al 27 settembre 2012 su MBS e venivano replicati nei giorni successivi su TBS, CBC e BS-TBS. Gli episodi 23 e 24 sono stati trasmessi insieme con il titolo di Eureka Seven AO - Kankestuhen (エウレカセブンＡＯ 完結編? "Eureka Seven AO - Episodio conclusivo") prima su TBS il 19 novembre 2012 e poi sulle altre reti.
Ogni episodio ha due titoli: il primo, come in Eureka Seven, è lo stesso di un brano musicale realmente esistente, ma è presente anche un secondo titolo in inglese.
| Nº | Titolo tratto dal brano musicale / Altro titolo 「Titolo tratto dal brano musicale in katakana」 - Rōmaji - Traduzione letterale                               | In onda           | In onda |
| Nº | Titolo tratto dal brano musicale / Altro titolo 「Titolo tratto dal brano musicale in katakana」 - Rōmaji - Traduzione letterale                               | Giapponese        |         |
| 1  | Born Slippy / deep blue 「ボーン・スリッピー」 - Bōn Surippī – "Nato scivoloso / Profondo blu"                                                                 | 12 aprile 2012    |         |
| 1  | Brano relativo: Born Slippy degli Underworld |                   |         |
| 2  | Call It What You Want / AO's cavern 「コール・イット・ホワット・ユー・ウォント」 - Kōru Itto Howatto Yū Wonto – "Chiamalo come vuoi / La caverna di AO"        | 19 aprile 2012    |         |
| 2  | Brano relativo: Call It What You Want dei Tesla |                   |         |
| 3  | Still Fighting / secret operation 「スティル・ファイティング」 - Sutiru Faitingu – "Lottando ancora / Operazione segreta"                                      | 26 aprile 2012    |         |
| 3  | Brano relativo: Still Fighting dei The Sabres of Paradise |                   |         |
| 4  | Walk This Way / plant coral 「ウォーク・ディス・ウェイ」 - Wōku Disu Wei – "Vai per questa via / Corallo pianta"                                               | 3 maggio 2012     |         |
| 4  | Brano relativo: Walk This Way degli Aerosmith & Run–D.M.C. |                   |         |
| 5  | Tighten Up / génération bleu 「タイトゥン・アップ」 - Taitun Appu – "Stringi forte / Génération bleu"                                                          | 10 maggio 2012    |         |
| 5  | Brano relativo: Tighten Up di Archie Bell & the Drells |                   |         |
| 6  | Light My Fire / noblesse oblige 「ライト・マイ・ファイアー」 - Raito Mai Faiā – "Accendi il mio fuoco / Noblesse oblige"                                       | 17 maggio 2012    |         |
| 6  | Brano relativo: Light My Fire dei The Doors |                   |         |
| 7  | No One Is Innocent / bye bye angel 「ノー・ワン・イズ・イノセント」 - Nō Wan Izu Inosento – "Nessuno è innocente / Addio, angelo"                              | 24 maggio 2012    |         |
| 7  | Brano relativo: No One Is Innocent dei Sex Pistols |                   |         |
| 8  | One Nation Under a Groove / blue thunder 「ワン・ネイション・アンダー・ア・グルーヴ」 - Wan Neishon Andā a Gurūvu – "Una nazione sotto un ritmo / Fulmine blu" | 31 maggio 2012    |         |
| 8  | Brano relativo: One Nation Under a Groove dei Funkadelic |                   |         |
| 9  | In the Dark We Live / enemy below 「イン・ザ・ダーク・ウィー・リヴ」 - In za Dāku Wī Rivu – "Nell'oscurità viviamo / Nemico sotto"                             | 7 giugno 2012     |         |
| 9  | Brano relativo: In the Dark We Live di Felix da Housecat |                   |         |
| 10 | Release Your Self / the pied piper of Hamelin 「リリース・ユア・セルフ」 - Rirīsu Yua Serufu – "Lasciati andare / Il pifferaio variopinto di Hamelin"          | 21 giugno 2012    |         |
| 10 | Brano relativo: Release Yourself dei Graham Central Station |                   |         |
| 11 | Plateaux of Mirror / mirror of the world 「プラトー・オブ・ミラー」 - Puratō obu Mirā – "Altopiano dello specchio / Specchio del mondo"                        | 28 giugno 2012    |         |
| 11 | Brano relativo: The Plateaux of Mirror di Harold Budd e Brian Eno                                                                                              |                   |         |
| 12 | Step Into a World / heaven and earth 「ステップ・イントゥ・ア・ワールド」 - Suteppu Intu a Wārudo – "Salta dentro un mondo / Paradiso e Terra"                 | 5 luglio 2012     |         |
| 12 | Brano relativo: Step Into a World di KRS-One |                   |         |
| 13 | She's a Rainbow / moonlight ship 「シーズ・ア・レインボウ」 - Shīzu a Reinbou – "Lei è un arcobaleno / Nave della luce di luna"                                | 12 luglio 2012    |         |
| 13 | Brano relativo: She's a Rainbow dei The Rolling Stones |                   |         |
| 14 | Starfire / another truth 「スターファイアー」 - Sutāfaiā – "Fuoco di stella / Un'altra verità"                                                                 | 19 luglio 2012    |         |
| 14 | Brano relativo: Starfire dei DragonForce |                   |         |
| 15 | War Head / humanoid secret 「ウォー・ヘッド」 - Wō Heddo – "Testa da guerra / Segreto umanoide"                                                                | 26 luglio 2012    |         |
| 15 | Brano relativo: WAR HEAD di Ryūichi Sakamoto |                   |         |
| 16 | Guardians Hammer / next phase 「ガーディアンズ・ハンマー」 - Gādianzu Hanmā – "Martello dei guardiani / Prossima fase"                                         | 16 agosto 2012    |         |
| 16 | Brano relativo: Guardians Hammer di KAGAMI |                   |         |
| 17 | La Vie en rose / Johannson's book 「ラ・ヴィ・アン・ローズ」 - Ra Vi an rōzu – "La vita in rosa / Il libro di Johannson"                                       | 23 agosto 2012    |         |
| 17 | Brano relativo: La Vie en rose di Édith Piaf |                   |         |
| 18 | Don't Look Down / third engine 「ドント・ルック・ダウン」 - Donto Rukku Daun – "Non guardare giù / Terzo motore"                                               | 30 agosto 2012    |         |
| 18 | Brano relativo: Don't Look Down di David Bowie |                   |         |
| 19 | Maybe Tomorrow / the day 「メイビー・トゥモロー」 - Meibī Tumorō – "Forse domani / Il giorno"                                                                  | 6 settembre 2012  |         |
| 19 | Brano relativo: Maybe Tomorrow dei The Jackson 5 |                   |         |
| 20 | Better Days Ahead / last message 「ベター・デイズ・アヘッド」 - Betā Deizu Aheddo – "I giorni migliori davanti / Ultimo messaggio"                             | 13 settembre 2012 |         |
| 20 | Brano relativo: Better Days Ahead di Norman Brown |                   |         |
| 21 | World 2 World / rising sun 「ワールド・トゥ・ワールド」 - Wārudo tu Wārudo – "Da mondo a mondo / Sole che sorge"                                               | 20 settembre 2012 |         |
| 21 | Brano relativo: World 2 World degli Underground Resistance |                   |         |
| 22 | Galaxy 2 Galaxy / coral carriers 「ギャラクシー・トゥ・ギャラクシー」 - Gyarakushī tu Gyarakushī – "Da galassia a galassia / Carriere di corallo"              | 27 settembre 2012 |         |
| 22 | Brano relativo: Galaxy 2 Galaxy di Mike Banks |                   |         |
| 23 | The Final Frontier / Renton Thurston 「ザ・ファイナル・フロンティア」 - Za Fainaru Furontia – "L'ultima frontiera / Renton Thurston"                           | 19 novembre 2012  |         |
| 23 | Brano relativo: The Final Frontier degli Iron Maiden |                   |         |
| 24 | Natsu e no tobira 「夏への扉」 - Natsu e no tobira – "La porta verso l'estate"                                                                                 | 19 novembre 2012  |         |
| 24 | Brano relativo: Natsu e no tobira di Tatsurō Yamashita |                   |         |

## Colonna sonora
Sigle di apertura
- Escape di Hemenway (episodi da 2 a 13)
- Bravelue (ブレイブルー?, Bureiburū) dei FLOW (episodi da 14 a 23)

Sigle di chiusura
- stand by me delle Stereopony (episodi 1 e da 3 a 12)
- Iolite (アイオライト?, Aioraito) dei joy (episodi da 14 a 21 e 23-24)

## OAV e videogioco
Un OAV intitolato Eureka Seven AO - Jungfrau no hanabanatachi (エウレカセブンＡＯーユングフラウの花々たち?, Eureka Sebun Ei Ō - Yungufurau no hanabanatachi, lett. "Eureka Seven AO - I fiori di Jungfrau") ed un videogioco per PlayStation 3 intitolato EUREKA SEVEN AO - ATTACK THE LEGEND - sono stati pubblicati da Namco Bandai in un unico Blu-ray Disc detto Hybrid Disc il 20 settembre 2012. La storia dell'OAV si colloca tra l'episodio 8 e l'episodio 9. Nel disco è presente anche l'episodio speciale della prima serie intitolato New Order (ニュー･オーダー?, Nyū Ōdā), che presenta un finale alternativo non collegato alla seconda serie, già trasmesso in televisione il 5 aprile 2012.

## Manga
Dalla serie sono stati tratti tre manga:
- Eureka Seven AO: realizzato da Yūichi Katō e pubblicato sulla rivista Monthly Shōnen Ace edita da Kadokawa Shoten, è iniziato prima della serie animata, il 26 gennaio 2012[12], e si è concluso il 26 settembre 2013[13][14]. È stato poi raccolto in cinque volumi tankōbon[15];
- Eureka Seven AO - Save a Prayer (エウレカセブンAO〜Save A Prayer〜?, Eureka Sebun Ei Ō ~Save a Prayer~): è uno spin-off disegnato da Ran Fudō. È stato pubblicato sulla rivista Newtype Ace della Kadokawa Shoten dal 10 febbraio 2012[16] al 10 giugno 2013[17], ma sono stati pubblicati soltanto due tankōbon, nel 2012[18][19];
- Eureka Seven nAnO (エウレカセブンnAnO?, Eureka Sebun nano): è uno yonkoma, cioè un manga formato di strisce di quattro vignette che si leggono dall'alto verso il basso, realizzato da Katsuwo. È stato pubblicato in parte sulla rivista 4-koma nano ace dal 9 luglio all'8 novembre 2012 e in parte sui numeri usciti rispettivamente il 26 novembre e il 26 dicembre 2012 di Monthly Shōnen Ace[20][21][22][23][24] ed è stato raccolto in un solo tankōbon[25].